# 큰아시아노랑박쥐
큰아시아노랑박쥐(Scotophilus heathii)는 애기박쥐과에 속하는 박쥐의 일종이다. 아프가니스탄과 캄보디아, 중국, 인도, 인도네시아, 파키스탄, 필리핀, 스리랑카 그리고 베트남에서 발견된다.